# Inverness, Mississippi
Inverness là một thành phố thuộc quận Sunflower, tiểu bang Mississippi, Hoa Kỳ. Năm 2010, dân số của thành phố này là 1 019 người.

## Dân số
- Dân số năm 2000: 1 153 người.
- Dân số năm 2010: 1 019 người.